# Associazione Sportiva Dilettantistica Fanfulla
La Associazione Sportiva Dilettantistica Fanfulla es un club de fútbol de Italia, con sede en Lodi, en la región de Lombardía. Fue fundada en 1908 como sección futbolística de la Associazione Sportiva Fanfulla, sociedad deportiva fundada en 1874 como Società Lodigiana di Ginnastica e Scherma, y fue refundada en 2015. Compite en la Eccellenza Lombardia, quinta categoría del fútbol italiano.
El club debe su nombre a Fanfulla da Lodi, uno de los trece caballeros italianos que vencieron a los franceses en el desafío de Barletta en 1503.

## Palmarés

### Torneos interregionales
- Serie C (2): 1937-38 (Grupo B), 1948-49 (Grupo A)
- Copa Italia de la Serie C (1): 1983-84

### Torneos regionales
- Eccellenza Lombardia (2): 2004-05 (Grupo A), 2017-18 (Grupo A)
- Promozione Lombardia (2): 1921-22, 2012-13 (Grupo F)